# Iridine
L'iridine est un glucoside d'isoflavone (en particulier le 7-glucoside de l'irigénine) extrait communément de la racine d'iris, en particulier la variété d' iris germanica cultivée dite de Florence.
Par un lent chauffage en milieu aqueux à base de soude, l'iridine se transforme en irétol (produit de dédoublement de l'iridine), acide iridique et acide formique. Par distillation de l'acide iridique, on obtient l'iridol.
Cette molécule est toxique et l'iris peut causer des empoisonnements chez l'humain et l'animal.